# Attica (Griekenland)

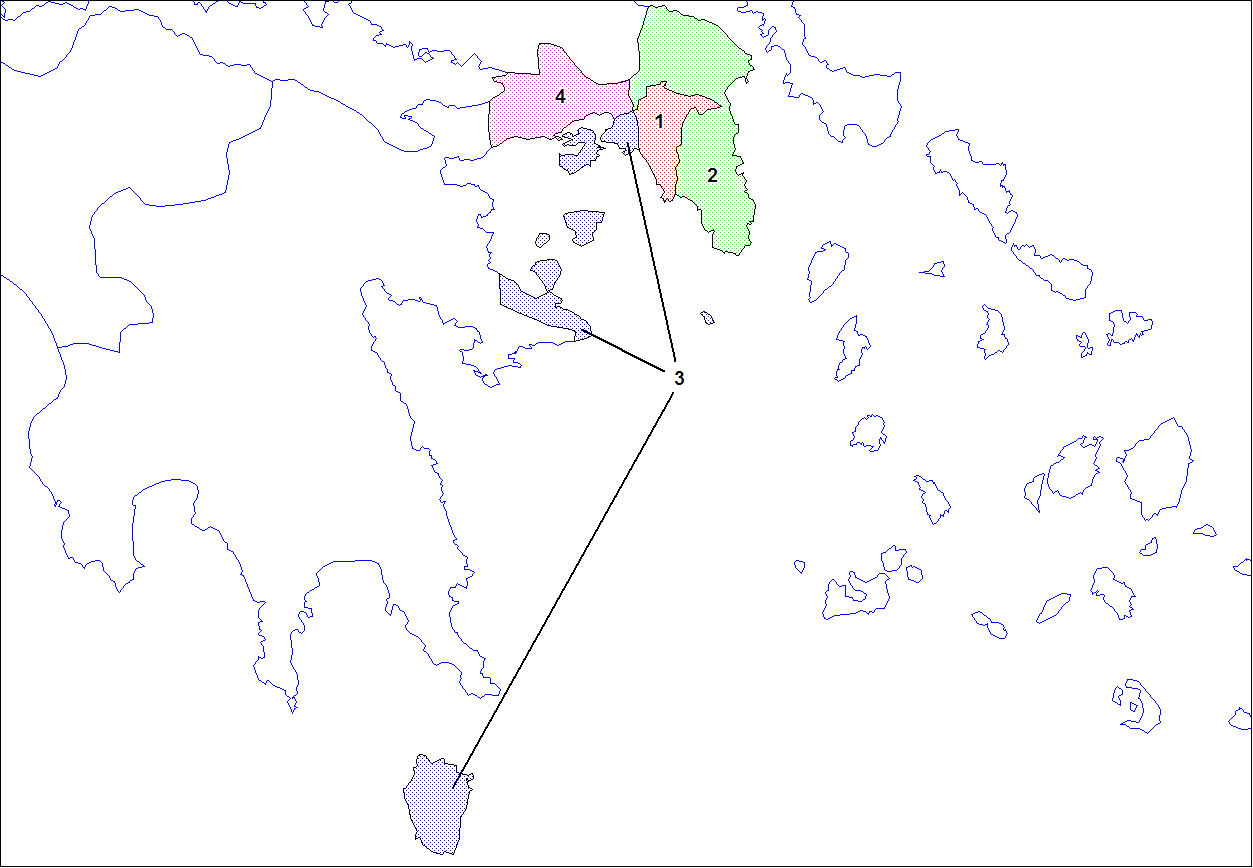
Departementen van Attica

Attica of Attika (Grieks: Αττική, Attiki) is een driehoekig schiereiland in Midden-Griekenland (circa 2650 km²), aan twee zijden omspoeld door de Egeïsche Zee en in het noorden begrensd door de landschappen Megaris en Boeotië. Het is tevens een van de dertien regio's van Griekenland. Naast het gelijknamige schiereiland omvat de regio Attica ook het district Troezen op de Peloponnesos en de eilanden Salamis, Aegina, Poros, Hydra, Spetses en de veel zuidelijker gelegen eilanden  Kythira en Antikythera.

## Geografie
De regio bestaat hoofdzakelijk uit het stedelijk gebied van de Griekse hoofdstad Athene.
Tussen zijn talrijke bergen - Cithaeron en Parnes-gebergte aan de noordgrens, de Pentelicon in het noordoosten, het Laureiongebergte in het zuiden en de Hymettus ten oosten van Athene - bevinden zich vier vlakten: de vlakte van Marathon, tegenover Euboea, die van Eleusis tegenover Salamis, de vlakte van Athene (Pedion) langs de Cephisusrivier en het zogenaamde Middenland tussen Hymettus en Laureion.

## Bestuurlijke indeling
Attica is sinds 2011 onderverdeeld in acht periferie-districten (perifereiaki enotita): Oost-Attica, West-Attica, West-Athene, Centraal-Athene, Eilanden, Zuid-Athene, Piraeus en Noord-Athene. Deze vervangen de tot dan toe bestaande vier prefecturen (nomoi) Athene, Oost-Attica, Piraeus en West-Attica.
De namen van de regionale eenheden doen misschien anders vermoeden, maar de gemeente Athene als nationale hoofdstad ligt volledig binnen Centraal-Athene.

## Geschiedenis
De bodem is schraal en onvruchtbaar. Van alle kanten lonkt de zee. In het noorden waken de bergen. Deze geografische achtergrond verklaart voor een groot deel het verloop der geschiedenis van Attica. Bij de prehelleense bevolking van het neolithisch tijdperk voegden zich achteraf Achaeërs en Ioniërs (de volksbeweging der Doriërs ging aan Attica voorbij).
De gemengde bevolking verdeelde zich spoedig over een hele reeks kleine staatjes waarvan Eleusis, Brauron, en de vier-stedenbond of tetrapolis van Marathon (Marathon, Tricorynthus, Oenoë en Probalinthus) de voornaamste waren. Tussen 1000 en 800 v.Chr. sloten al deze staatjes zich door synoikismos (synoecisme) aaneen tot één enkele polis of stadstaat, met Athene als centrum. Ten gevolge van deze vreedzame ontwikkeling vielen voortaan Athene en Attica samen en werden alle bewoners van Attica Atheense onderhorigen.
Een geschiedenis van Attica, onderscheiden van de Atheense, is bijgevolg niet denkbaar vanaf deze periode.
De geografische gesteldheid heeft ook na de politieke eenmaking van Attica nog invloed uitgeoefend op de indeling der bevolking, zowel politiek als economisch. Ten tijde van Solon en Pisistratus onderscheidde men drie grote territoriale partijen, die hun naam ontleenden aan de streek waar zij de meeste aanhangers hadden: de Pedieis in de vlakten (de behoudende grondbezitters en rijke boeren), de Diakrioi of bergpartij (de radicaalgezinde kleine boeren, houthakkers, mijnwerkers en herders) en de Paralioi langs de kust (de middenstand van vissers, kleine handelaars en zeevaarders). De Diakrioi en de Paralioi waren een grote steun voor de kleine boeren uit de vlakte, die een ongelijke strijd moesten voeren tegen de nietsontziende grootgrondbezitters. Ook Clisthenes behield, naast zijn verdeling van Attica in 10 phylen (districten) en 100 demen (gemeenten), een drieledige indeling van het grondgebied: hij onderscheidde de stad met de omringende vlakte, de kust en het bergland, telkens onderverdeeld in 10 trittyen. Hij brak evenwel de macht der territoriale partijen en meteen die der conservatieven, doordat elk van zijn politieke phylen was samengesteld uit één trittys van de vlakte, een van de kust en één uit het berg land, aangeduid door het lot.
Attica · Centraal-Griekenland · Centraal-Macedonië · Epirus · Ionische Eilanden · Kreta · Noord-Egeïsche Eilanden · Oost-Macedonië en Thracië · Peloponnesos · Thessalië · West-Griekenland · West-Macedonië · Zuid-Egeïsche Eilanden

Autonome Monastieke Staat van de Heilige Berg (Athos)

Periferie-districten · Gemeenten
Acarnanië · Achaea · Aenianië · Aetolië · Aperantië · Arcadië · Argolis · Athamanië · Attica · Boeotië · Chalkidiki · Chaonië · Dassaretië · Dolopië · Doris · Elis · Epirus · Evia · Histiaeotis · Korinthië · Laconië · Lokris · Macedonië · Magnesië · Malis · Megaris · Messenië · Molossis · Mygdonië · Oetaea · Parauaea · Pelagonië · Pelasgiotis · Perrhaebië · Phocis · Phthiotis · Piërië · Thesprotië · Thessaliotis · Thessalië · Tymphaea